# Дерибас, Терентий Дмитриевич
Тере́нтий Дми́триевич Дериба́с (28 марта [9 апреля] 1883 или апрель 1883, Екатеринославская губерния — 28 июля 1938, Коммунарка) — руководящий деятель ВЧК-ОГПУ-НКВД, революционер, большевик, комиссар государственной безопасности 1-го ранга (26 ноября 1935 года). Начальник УНКВД Дальневосточного края. Расстрелян в 1938 году, реабилитирован посмертно.

## Биография
Терентий Дмитриевич Дерибас родился 28 марта 1883 года в селе Успенское Екатеринославской губернии в семье украинского зажиточного крестьянина-казака. По собственным словам, происходил из потомков крепостных крестьян деревни Иосифа де Рибаса в Херсонской губернии — Дерибасовки. В анкетах писал, что по национальности русский.
В 1903 году закончил Кременчугское реальное училище, в 1904 году вступил в РСДРП. Принимал участие в революции 1905—1907 годов. Вёл пропаганду среди рабочих и казаков, руководил рабочей дружиной. Во время стычки с местными черносотенцами был ранен.
В 1905 году был арестован и осуждён на три года ссылки в Туринский уезд Тобольской губернии, откуда бежал, а в 1907 году — в Обдорск-Салехард.
С 1911 по 1917 годы Дерибас работал бухгалтером, канцеляристом и чертежником в городе Троицке (Оренбургская губерния). Стал одним из организаторов захвата власти большевиками в Оренбургской губернии, затем вёл борьбу за её удержание на Южном Урале. В том же году стал секретарём парткома.
В 1918 году был выбран на должности председателя и комиссара юстиции Оренбургской следственной комиссии.
С 27 июля 1918 года — заведующий отделом страхования и член Уральской областной коллегии при Уральском Областном контролере. С сентября по октябрь того же года работал секретарём Уральской коллегии госконтроля. В ноябре 1918 года вступил в ВЧК и Красную армию, был начальником политотдела нескольких дивизий.
В 1920 году — председатель Павлодарского ревкома и бюро РКП(б), руководитель массовых расстрелов офицеров, казаков и «классовых врагов» в Павлодаре и Троицке. В декабре 1920 года Дерибас назначен заместителем уполномоченного 4-го отделения Секретного отдела ВЧК, с 1921 по 1922 годы работал начальником отделения Секретного отдела ВЧК. Принимал участие в подавлении вооруженных антибольшевистских восстаний, в том числе Кронштадтского и Тамбовского.
25 мая 1923 года назначен начальником Секретного отдела ГПУ — ОГПУ СССР, а 30 июля 1927 года — первым помощником начальника Секретно-оперативного управления ОГПУ. В 1929 году Дерибас переведён на Дальний Восток в качестве полномочного представителя ОГПУ СССР.
В 1931 году назначен членом коллегии ОГПУ-НКВД СССР. С октября 1933 года руководил строительством силами заключенных Байкало-Амурской магистрали. С 10 июля 1934 года — начальник УНКВД на Дальнем Востоке и начальник особого отдела ОКДВА. В том же году избран кандидатом в члены ЦК ВКП(б). В 1930-х годах являлся одним из разработчиков и руководителем контрразведывательной операции «Маки-Мираж» на Дальнем Востоке, предотвратившей нападение Квантунской армии. По отзывам коллег по ОГПУ-НКВД, был невысокого роста и большим любителем отборных матерных ругательств.

### Опала, арест и расстрел
Постановлением Политбюро ЦК ВКП(б) от 8 мая 1937 года смещён с поста начальника Управления НКВД по Дальневосточному краю и отозван в распоряжение НКВД СССР. По приезде в Москву нового назначения не получил. Арестован 12 августа 1937 года. Обвинён в «шпионаже, сочувствии троцкизму и организации заговоров в органах НКВД и РККА». Имя Дерибаса было включено в расстрельные списки «Москва-центр» от 1 ноября 1937 г. («Быв.члены и кандидаты ЦК ВКП(б)»- за 1-ю категорию Молотов,Сталин, Ворошилов, Каганович, Жданов), и список «Москва-центр» за 26 июля 1938 года — за 1-ю категорию Сталин, Молотов. 28 июля 1938 года приговор формально утверждён Военной коллегией Верховного суда СССР и Дерибас в тот же день был расстрелян вместе с группой осужденных ВКВС СССР из руководящих чинов РККА и ВМФ СССР, среди которых были его коллеги по НКВД СССР И. М. Леплевский и П. Ф. Булах. Место захоронения -спецобъект НКВД «Коммунарка».
Реабилитирован посмертно ВКВС СССР 31 декабря 1957 года.

### Оценка деятельности
В советское время после реабилитации оценивался как стойкий ленинец, талантливый чекист, о нём писали книги.
Комсомольский исследователь Борис Дрозд по архивным документам УФСБ России по Хабаровскому краю и консультациям полковника КГБ в отставке А. П. Лавренцова (авт.-сост. 6-ти томной книги памяти о репрессированных жителях Хабаровского края «Хочется поименно всех назвать»), выводит положительную роль Т. Д. Дерибаса в работе начальника УНКВД Дальневосточного края, утверждая, что тот в период своей работы «сдерживал репрессии на Дальнем Востоке», «не давал арестовывать лучших людей Дальневосточного края», а также «подвергал сомнению выявленных шпионов, вредителей и троцкистов в руководстве края», ещё «отрицал заговор и подпольный параллельный троцкистский центр Дальневосточного края», «не признавал выбитых признаний и показаний», «называл расследование московской бригады НКВД в ДВК как „карательную операцию“…», «не выдавал санкцию на арест пока на каждого подозреваемого не будет показаний не менее трех человек с неопровержимыми фактами, компрометирующими материалами».

## Семья
- Жена (с 1910) — Нина Ивановна Рождественская, профессиональная революционерка, секретарь окружной партийной организации[11]
  - Сын — Александр Терентьевич Дерибас, начальник Локомотивного депо ст. Хабаровск-II. Арестован УНКВД ДВК. Внесен в Сталинский расстрельный список от УНКВД ДВК за 9 февраля 1938 г. по 1-й категории («за» Сталин, Молотов).
  - Сын — Андрей Терентьевич Дерибас (21 мая 1908 — 1986) — деятель железнодорожного транспорта СССР, генерал-директор 3-го ранга[укр.], лауреат премии Совета Министров СССР.[12]
    - Внук — Андрей Андреевич Дерибас (1931—2021) — советский и российский учёный в области механики и физики взрыва, доктор физико-математических наук, лауреат Ленинской премии (1962).
- Жена — Юлия Фёдоровна Дерибас-Очканова (1911, Одесса — ?), до замужества была оперативной сотрудницей Дерибаса[13], арестована 28 октября 1937, 31 июля 1938 года осуждена на 8 лет ИТЛ как ЧСИР[14], срок отбывала в АЛЖИРе, освобождена 29 октября 1945[15]
  - Сын — Герман Терентьевич Дерибас (р. 10 февраля 1937).

## Звания
- Комиссар государственной безопасности 1 ранга (26 ноября 1935 года)

## Награды
- орден Ленина (№ 3172, 14 февраля 1936 года, в связи с 15-летием пограничной охраны);
- Орден Красного Знамени (12 декабря 1927 года, в связи с 10-летием органов ВЧК-ОГПУ);
- Орден Красного Знамени (№ 13511, 20 декабря 1932 года, в связи с 15-летием органов ВЧК-ОГПУ);
- знак «Почётный работник ВЧК-ГПУ (V)» № 9 [166] (декабрь 1922 года);
- боевое оружие (пистолет системы «Маузер») от Коллегии ОГПУ СССР (1924 год);
- юбилейный жетон «В память 10-летия ОГПУ» (14 декабря 1927 года);
- знак «Почётный работник ВЧК-ГПУ (XV)» (приказ ОГПУ № 1179/с от 20 декабря 1932 года).

## Память
- В Хабаровске, на входе в штаб пограничного управления ФСБ России по Хабаровскому краю и ЕАО (ул. Постышева, 4), установлена в 1976 году мемориальная доска, текст которой гласит[16]:

Дерибас 

Терентий Дмитриевич 

1883-1938 г. г. 

профессиональный революционер, 

активный участник революций 

1905 и 1917 годов, чекист, 

жил и работал в г. Хабаровске с 1930 по 1938 год
- В Павлодаре, в советское время в честь Терентия Дерибаса была названа одна из важных улиц города, переименование состоялось только в апреле 2016 года.
- В Троицке Челябинской области одна из важных улиц города названа именем Т. Д. Дерибаса.
- Имя Т. Д. Дерибаса упомянуто при цитировании его телеграммы в ВЧК в третьей серии телесериала «Государственная граница».
- В литературе — Эд. Арбенов, М. Писманик. «В шесть тридцать по токийскому времени», Николаев С. «Маки-мираж», Владимир Сорокин. «Путь Бро», изд. Захаров, 2004.